# Пестрогрудая веерохвостка
Пестрогрудая веерохвостка (лат. Rhipidura threnothorax) — вид воробьиных птиц из семейства веерохвостковых. Обитает в Новой Гвинее.
Местообитание этого вида — субтропические или тропические влажные низинные леса.
Международный союз охраны природы (IUCN) присвоил виду охранный статус LC — «виды, вызывающие наименьшие опасения».

## Описание
Средних размеров (16,5—18 см длиной и  17—18 г массой) длиннохвостая птица. Характеризуется тёмным, в основном коричневым оперением: верх тёмно-коричневый или коричневый с оливковым оттенком, боковые части головы чёрно-коричневые, крылья тёмные, хвост буровато-серый, грудка чёрная с белыми пятнами. Белые также короткая полоса — «бровь» над глазом и горлышко. Радужная оболочка - тёмно-коричневая, клюв чёрный, снизу — светлее, ноги — сажисто-чёрные. Самки несколько светлее снизу, грудка — коричневая, живот — серый.
Похожа на белогрудую веерохвостку (лат. R. leucothorax), но последняя отличается белой грудкой, что отражено в её названии — как в русском, так и английском: англ. White-bellied thicket fantail. Этот вид схож и с пятнистогрудой веерохвосткой (лат. R.  maculipectus), но отличается и от неё, и от белогрудой веерохвостки отсутствием белых окончаний на хвостовых перьях. 

## Места обитания и поведение
Большая часть веерохвосток — хорошие летуны, и некоторые виды могут совершать длительные миграции. Но пестрогрудая веерохвостка (лат. R. threnothorax) относится к менее приспособленным к полёту видам, представители которых обитают в зарослях и способны только на небольшие перелёты.
Птицы этого вида очень скрытные и незаметные. Предпочитают укрытия и их чаще можно услышать чем увидеть.. 
Как и остальные веерохвостки — насекомоядны. 
Звуки — чаще всего три взрывных нисходящих звука схожих с «тю-тю-тю!».

## Подвиды
Согласно официальным данным IOC выделяется 2 подвида:
- R. t. fumosa	Schlegel, 1871 — обитает на	острове Япен (залив Гелвинк, северо-запад Новой Гвинеи)
- R. t. threnothorax	Müller, S, 1843 — обитает на островах Раджа-Ампат (северо-запад Новой Гвинеи), островах Ару (юго-запад Новой Гвинеи) и в Новой Гвинее.